# فلاديسلاف كوزلوف
فلاديسلاف كوزلوف هو سباح روسي، ولد في 15 مارس 1997 في مايتشي في روسيا.